# بروک نوین
بروک کندیس نوین (به انگلیسی: Brooke Candice Nevin) (زاده ۲۲ دسامبر ۱۹۸۲) بازیگر کانادایی است.

او در تورنتو زاده شده‌است. یک خواهر کوچک‌تر دارد و بر زبان فرانسوی تسلط دارد. وی از اولین قسمت در سریال پادشاهان فرار(Breakout Kings(به بازی در نقش جولیان سیمز پرداخته‌است.
او در فیلم پروژه نهایی آرچی بازی کرده است.